# Olsen-banden på sporet
Olsen-banden på sporet er en dansk film fra 1975. Det er den 7. i rækken af Olsen-banden-filmene. I lighed med de andre film i serien, blev den efterfølgende genindspillet i en norsk version, her som Olsenbanden og Dynamitt-Harry på sporet i 1977.
- Manuskript Erik Balling og Henning Bahs.
- Instruktion Erik Balling.

## Handling
Efter det succesfulde, afsluttende kup i den foregående film nyder Egon, Benny, Kjeld, Yvonne og Børge livet som millionærer i deres villa på Mallorca. De ved dog ikke, at Bøffen er fulgt efter dem til Spanien, hvor han stjæler kufferten med deres samlede formue. Egon forsøger derefter at tage kufferten tilbage fra firmaet Multi-Scan. Han straffes og tages tilbage til Danmark.
Efter sin løsladelse − to måneder før tid på grund af god opførsel − viser Kjeld og Benny sig at være meget uinteresserede i hans nye plan. Benny tjener i mellemtiden penge som gadesælger og Kjeld som lirekassemand. Da Børge har forladt skolen, og Yvonne vil have ham ansat i ØK, vil hun ikke længere have forbrydere i sit hus.
Det lykkes imidlertid Egon at begejstre begge sine kammerater med sin nye plan. Han har fundet ud af, at firmaet Multi-Scan har omsat pengene til guldbarrer, og vil sende dem af sted i en speciel pansret godsvogn fra firmaet Franz Jäger. Efter at de har fået deres startkapital hos "Aktieselskabet af 29. november 1974", et spilleautomatfirma, stjæler Olsen-banden et lille rangerlokomotiv og kan, udklædt som jernbanearbejdere, køre Franz Jäger-vognen ud af Multi-Scans central og køre den ned på havneområdet, hvor guldbarrene skal flyttes over på en lastbil og køres væk. Det viser sig dog at lastbilen, som Benny har fundet, er meget gammel og nedslidt, og da Kjeld kort før politiet opdager dem, vil springe ned på ladet, falder lastbilen sammen. Derfor må Olsen-banden flygte og efterlade guldet.
Efter at Egon, Benny og Kjeld er kørt tilbage til Yvonne og Kjelds hus, opstår der konflikt mellem Egon og de andre, hvorefter Egon går alene tilbage til banegården for at finde godsvognen. Han angribes dog af Bøffen, og pakkes ned i en kasse, som skal sendes til Australien. Benny og Kjeld finder og befrier ham dog.
Egon giver ikke op og starter et nyt forsøg − sammen med Børge, som er forklædt som trafikelev hos statsbanerne. Godsvognen er, efter at politiet har genfundet den, blevet koblet til et passagertog og skal køres til Schweiz af dette. Olsen-banden forsøger at koble godsvognen fra personvognene, men det går ikke helt problemfrit: For det første er der bag godsvognen blevet koblet en udflugtsvogn med Københavns Politi på skovtur, som Olsen-banden efterfølgende sender ud på Carlsberg-bryggeriets terræn. For det andet trådte sommerkøreplanen i kraft den pågældende dag, så Egons kendskab til den interne tjenestekøreplan, som han havde lært i fængslet, med ét bliver værdiløst. Egon giver dog heller ikke op her, men vælger at forårsage en kortslutning i en sikringskasse, hvorefter alle daglyssignalerne på banenettet går over på rødt lys. Som følge af dette forårsager Olsen-banden et stort kaos på banenettet.
Efterfølgende lykkedes det Egon, Benny og Kjeld (efter en vild jagt med Bøffen på veje og skinner), Yvonnes præcise signalement af gerningsmanden og togvognen og Politiets hjælp at erhverve guldbarrerne og få dem hvidvasket og vekslet hos det norske Dovre oil til aktiemajoriteten i rederiet I.C. Laurtizen, hvilket gør Egon til rederiets formand for bestyrelsen og Benny og Kjeld til vicedirektører, mens Børge ansættes hos DSB.
Hermed kunne alt være endt til Olsen-bandens tilfredshed, hvis ikke en embedsmand fra skattevæsenet en dag var dukket op på Egons kontor. De kan ikke se, at de 90 millioner, som Egon har brugt til at betale for aktierne med, figurerer som indtægt nogen steder. Egon, der ikke kan betale de i alt 270 millioner kr. for efterbetaling og skattebøde, har herefter intet andet valg end at afsone en fængselsstraf for skatteunddragelse.

## Medvirkende
- Ove Sprogøe – Egon Olsen
- Morten Grunwald – Benny Frandsen
- Poul Bundgaard – Kjeld Jensen
- Kirsten Walther – Yvonne Jensen
- Axel Strøbye – Kriminalassistent Jensen
- Ole Ernst – Politiassistent Holm
- Paul Hagen – Godtfredsen
- Helge Kjærulff-Schmidt – Brodersen
- Ove Verner Hansen – Bøffen
- Jes Holtsø – Børge Jensen
- Søren Steen – Brian / Bodyguard
- Ernst Meyer – Godsekspeditør, Multi Scan i Glostrup
- Poul Thomsen – DSB godsekspeditør Godsbanegården
- Pouel Kern – DSB Gods nattevagt med schæferhunden Buster
- Erni Arneson – Fru Hansen, Best.form. Egon Olsens sekretær
- John Hahn-Petersen – Fuldmægtig fra Skattevæsenet
- Alf Andersen – Nordmand hos Dovre Oil på Benzinøen
- Jørgen Beck – Brovagt på Langebro
- Kirsten Hansen-Møller – Hustruen til politibetjenten i badebukser[b]
- Knud Hilding – Lokomotivfører
- Bertel Lauring – Chauffør i flyttebus fra firmaet Jul. Larsen & Sønner
- Poul Reichhardt – Politichefen
- Finn Storgaard – Politibetjent i badebukser[b]

## Om filmen
Olsen-banden på sporet er den 7. ud af en serie på 14 spillefilm om forbrydertrioen Olsen-banden. Den sjette film i serien, Olsen-bandens sidste bedrifter fra 1974, var egentlig tænkt som den sidste, men serien blev alligevel genoptaget allerede året efter. Men hvor de fleste andre film ender med, at Egon Olsen kommer i fængsel, og banden må vinke farvel til de altid eftertragtede millioner, så endte Olsen-bandens sidste bedrifter faktisk med, at banden slap af sted til Mallorca med millionerne. For at få bragt banden tilbage til de vante rammer indledes Olsen-banden på sporet derfor med, at Bøffen stjæler pengene, som efter at være blevet til guldbarrer, der derefter er omdrejningspunktet for resten af filmen.
Titlen refererer til to ting. Dels foregår en stor del af handlingen på og omkring DSB's spor, idet guldbarrerne er placeret i en pansret godsvogn. Og dels hentydes der til talemåden "at være på sporet", her af guldbarrerne.

### Jernbanemateriel
Et væsentligt transportmiddel for Olsen-banden i filmen er DSB's rangertraktor 57, bygget på Pedershåb Maskinfabrik, leveret 1953 og i drift til omkring 1987.
Siden 1993 har den været udstillet på Danmarks Jernbanemuseum i Odense i den udførelse, den havde i filmen.
Rangertraktoren bruger banden til at stjæle en Franz Jäger-"pengeskabsvogn" med. Pengeskabsvognen var en til formålet omdesignet godsvogn, DSB Gklm 20 86 111 8 719-5, der var bygget i 1950, og som havde været i almindelig drift frem til 1973. 
Franz Jäger-vognen blev senere kørt til Oslo og genanvendt i filmen Olsenbanden og Dynamitt-Harry på sporet.[kilde mangler] Derefter blev vognen udrangeret og henstod nogle år på  godsbaneterrænet på Nørrebro ved Borgmestervangen.
Politiets udflugtsvogn er DSB Buh 50 86 89-25 704-8, oprindelig en personvogn fra 1932, men fra 1966 til 1977 danse- og udflugtsvogn. Den fungerer nu som personvogn hos Veterantog Vest.
Endelig kan nævnes Amagerbanens motorlokomotiv 1, som banden med nød og næppe undgår at kollidere med, men som til gengæld sprænger Bøffens varevogn i stumper og stykker.
Varevognen var i denne scene dog en kulisse bygget af primært flamingoplader.[kilde mangler]
Lokomotivet blev leveret i 1956 og blev efter salg til Lollandsbanen, ophugget i 1989.

### Jernbanelokationer
En central lokalitet i filmen er en kommandopost, der populært kaldes for Det gule palæ, og som står (stod) på banelegemet mellem Enghavevej og Otto Busses Vej. I filmen bestyrer de to jernbanemænd Godtfredsen og Brodersen på hyggelig vis trafikken fra Københavns Hovedbanegård og får utilsigtet Børge som trafikelev. Noget han udnytter til i et ubevogtet øjeblik at sætte et tog med godsvognen og politiets udflugtsvogn på stop, så banden kan stjæle godsvognen. Dette kunne dog ikke havde ladet sig gøre i virkeligheden, da trafikken fra Hovedbanegården på det tidspunkt blev bestyret af en anden kommandopost ved Carsten Niebuhrs Gade. Det har dog ikke forhindret Det gule palæ i at opnå en vis berømmelse, så da der i 2014 fremkom planer om at rive bygningen ned, medførte det en række protester. Dette tog DSB til sig og gav Olsen-banden-fanklubben et år til at skaffe de nødvendige midler til at flytte bygningen til et andet sted. Det lykkedes bl.a. via en donation på 1 mio. Kr. fra A.P. Møller fonden, og den nyrestaurerede bygning kan nu ses i Gedser ved remisen.
En anden del af handlingen foregår på privatbanen Amagerbanen fra 1907, der blev overtaget af DSB i 1975, det år filmen havde premiere. Persontrafikken på banen blev indstillet i 1947, og i filmen tror Egon Olsen fejlagtigt, at banen er nedlagt. Men godstrafikken fortsatte faktisk frem til 1991, hvilket banden opdager på den hårde måde, da de som nævnt ovenfor nær kolliderer med et godstog på banen. En stor del af banen er nu inddraget til fordel for metrostrækningen Østamagerbanen, men langs Uplandsgade, ligger der en strækning, hvor Amagerbanens Venner tilbyder kørsel med skinnecykler.

## Trivia
- Det i filmen medvirkende "Aktieselskabet af 29. november 1974" bærer navnet på instruktøren Erik Ballings 50-årsfødselsdag.
- Filmen skulle oprindeligt have heddet "Olsen-Banden Vender Tilbage" men Ove Sprogøes søn, Henning Sprogøe, foreslog (efter at havde læst manuskriptet) "Olsen-Banden På Sporet" til sin far. Dette syntes Ove Sprogøe, Henning Bahs og Erik Balling så godt om, at filmen ændrede titel.

- Politichefen kan kun ses i én scene, hvor han bærer en karnevalmaske. Bag denne gemmer sig skuespilleren Poul Reichhardt, som også havde spillet politichef i de to første Olsen-banden-film.
- Efter Yvonnes udtalelse lever de bedste mennesker "i Gentofte på den rigtige side af Lyngbyvejen", dvs. den østlige. Der boede instruktøren Erik Balling.
- Navnene på de to DSB-funktionærer Godtfredsen og Brodersen er hentet fra de to danske flyvere (løjtnant V. Godtfredsen og sekondløjtnant G.F. Brodersen)[kilde mangler], som blev skudt ned over Flyvestation Værløse af angribende tyske fly d. 9. april 1940 ved Tysklands besættelse af Danmark. Begge omkom.
- Efter scenen med K.A. Jensen og Chefen på Station Hof ses banden gå i sin ikoniske silhuet-gåsegang langs kajen i Københavns Sydhavn. I baggrunden ses her huset og skrotpladsen[c], hvor cement-scenen fra den forrige film blev optaget. Huset spillede endvidere "Petersen & Johansson"s domicil både i slapstick-kuppet i Olsen-banden går i krig og før-rulletekst Lego Technic-kuppet i Olsen-banden overgiver sig aldrig.
- Flyttevognen, som Olsen-banden passerer på jernbanesporene over Vasbygade, er fra samme firma[d] som Flyttemand Olsen fra Huset på Christianshavn arbejder for, og chaufføren spilles af Bertel Lauring, der også spiller flyttemandens kollega i TV-serien.
- I en af filmens allersidste scener sidder Egon som formand for bestyrelsen og læser i Financial Times. Avisens forside er domineret af en overskrift med teksten: "Boost for Ford in successful rescue of Mayaguez crew", som omhandler afslutningen på Mayaguez-episoden, der var Vietnamkrigens sidste officielle kamphandling. Tilegnelsen af formandsposten bliver også Egons sidste "kamphandling", idet en ansat i skattevæsenet få sekunder senere foreholder ham en bøde på i alt 270 mio. kr., hvorefter Egon rykker i fængsel og filmen slutter. Den pågældende udgave af Financial Times er fra fredag den 16. maj 1975[15] og er således udgivet godt fire måneder før Olsen-banden på sporet havde premiere.[16]

## Ekstern henvisning
- Olsen-banden på sporet på Internet Movie Database (engelsk)
- Olsen-banden på sporet på Filmdatabasen
- Olsen-banden på sporet på danskefilm.dk
- Olsen-banden på sporet på danskfilmogtv.dk
- Olsen-banden på sporet på Scope
- Olsen-banden på sporet på MovieMeter (nederlandsk)
- Olsen-banden på sporet på AllMovie (engelsk)
- Olsen-banden på sporet på Turner Classic Movies (engelsk)
- Olsen-banden på sporet på The Movie Database (engelsk)
- Olsen-Banden-lokationer